# Trite
Trite là một chi nhện trong họ Salticidae.

## Hình ảnh

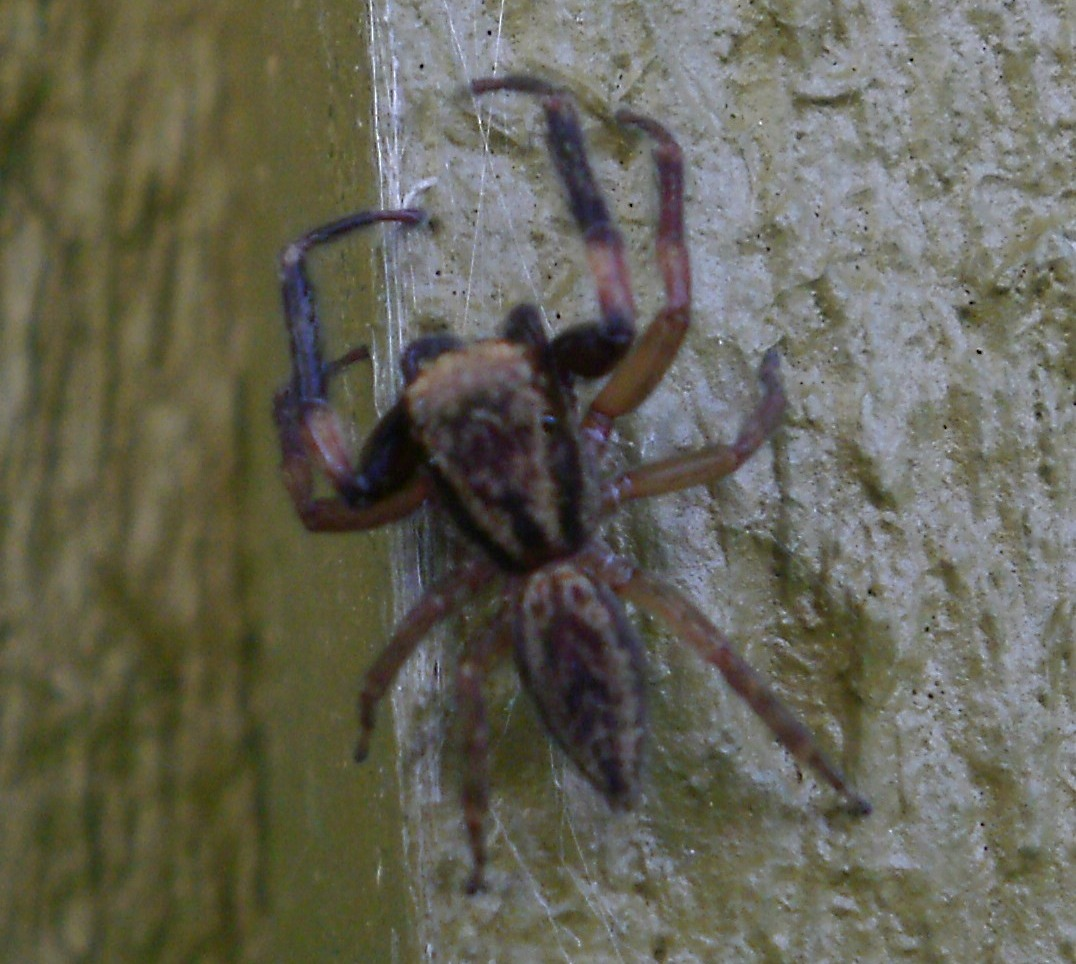